# 1927 au Yukon
Chronologie du Yukon
- 1923
- 1924
- 1925
- 1926
- 1927
- 1928
- 1929
- 1930
- 1931

Cette page concerne des événements d'actualité qui se sont produits durant l'année 1927 dans le territoire canadien du Yukon.

## Politique
- Commissaire de l'or : Percy Reid (en) (jusqu'à sa mort le 14 novembre) puis George A. Jeckell (intérim)
- Législature : 7e

## Naissances
- Roddy Blackjack (en), chef de la Little Salmon/Carmacks First Nation († 2 mai 2013)

## Décès
- 14 novembre : Percy Reid (en), commissaire de l'or du Yukon (º 1874)